# 牛黄
牛黄，别名丑宝，指牛科动物家牛、黄牛或水牛的胆囊结石。宰牛时，如发现有牛黄，即滤去胆汁，将牛黄取出，除去外部薄膜，阴干。牛黄完整者多呈卵形，或不规则球形、三角棱椎形，少数呈管状或颗粒状。牛黄质轻，表面金黄至黄褐色，细腻而有光泽。断面金黄或棕黄色，有排列整齐，重重相叠的同心环状层纹。

## 功效和应用
中医学认为牛黄气清香，味微苦而后甜，性凉。
中医认为作为胆结石的牛黄是牛的心及肝胆之间有病凝结而成的，所以能治人的心及肝胆之病（《本草纲目》）；而中医又认为高热惊厥、神昏谵语是因为心、肝有邪热胶痰引起的，牛黄能进入心、肝清热消痰，所以便被用来治疗这两种病证（《本草经疏》）。
据此，中医认为牛黄可用于解热、解毒、定惊。内服治高热神志昏迷，癫狂，小儿惊风，抽搐等症。外用治咽喉肿痛、口疮痈肿、疗毒症。

## 人工替代
天然牛黄少而贵，1972年中国国家药品监督管理部门批准培植牛黄、人工牛黄、体外培育牛黄可作为其替代品：
- 培植牛黄：将异物植入牛胆囊经刺激而形成结石，其疗效好，但难以量产；[3]:478
- 人工牛黄：提炼牛胆汁制成，主要成分与天然牛黄差异较大，中国禁止42种中成药以人工牛黄替代天然牛黄（國食藥監注 (2004)21號）[4]；
- 体外培育牛黄：成分、疗效与天然牛黄相似，有多种不同制作方法，如使用牛胆汁加入去氧胆酸、胆酸、复合胆红素钙生成结石[5][6]。

## 成分
天然牛黄同时含有游离胆红素、结合胆红素，培植牛黄、人工牛黄、体外培育牛黄只含游离胆红素；人工牛黄含猪去氧胆酸，而其他3种牛黄不含；4种牛黄均含钙、钠、铁、钾、铜、镁、磷等微量元素，但只有培植牛黄和天然牛黄的元素丰富程度相近；4种牛黄所含的氨基酸或蛋白质有存在一定量上的差异。

## 逸闻
2008年年初，曲靖市沾益县花山镇一肉牛屠宰户桂宝明宰牛时发现重达2950克的超大牛黄。这是在中国发现的最大牛黄之一，市值上百万元。中国牛黄年需求量约为四百多吨，但天然牛黄加体外培育牛黄仅四吨左右，市占率不超过10%。